# Tapped Wires (film 1913)
Tapped Wires è un cortometraggio muto del 1913 diretto da Theodore Wharton.

## Produzione
Il film fu prodotto dalla Essanay Film Manufacturing Company.

## Distribuzione
Distribuito dalla General Film Company, il film - un cortometraggio in due bobine - uscì nelle sale cinematografiche USA il 21 luglio 1913.